# Браски, Джаннина
Джаннина Браски (исп. Giannina Braschi; 5 февраля 1953 года, Сан-Хуан, Пуэрто-Рико) — пуэрто-риканская поэтесса, драматург, прозаик, эссеист, пишет на испанском и английском языках. Причисляется критикой к крупнейшим современным поэтессам испанского языка, её сопоставляют с Габриэлой Мистраль и Хулией де Бургос.

## Биография
В 1970-х годах изучала литературу в Мадриде, Риме, Париже, Лондоне, в 1977 году поселилась в Нью-Йорке. Защитила в Нью-Йоркском университете Стоуни-Брук диссертацию по латиноамериканской литературе. Преподавала в Университете Рутгерса (Нью-Джерси), Университете города Нью-Йорк (CUNY), Университете Колгейта. Занималась также изучением европейской философии и драматургии, включая русскую словесность.

## Творчество
Как литературовед писала о Сервантесе, Гарсиласо де ла Вега, Беккере, Хименесе, Вальехо, Лорке и др. В прозе и драматургии признает влияние широкого круга авангардных фигур XX века от Жарри, Арто и Джойса до Беккета, Тадеуша Кантора и Хайнера Мюллера.
Экспериментальный комический роман Браски «Йо-Йо-Боинг» (1998) написан на смеси испанского, английского и так называемого испанглийского языков; последним (spanglish) пользуются выходцы из Латинской Америки в США. Критика видит в романе наиболее яркий образец «лингвистического номадизма» эпохи глобализации (Лаура Р.Лусто).

## Избранные публикации
- Asalto al tiempo (1980, стихотворения в прозе)
- La poesia de Becquer (1982, монография о писателе)
- La Comedia profana (1985, стихотворения в прозе)
- El imperio de los suenos (1988, стихотворения)
- Empire of Dreams (1994, стихотворения в переводе на английский язык) ISBN 780300057959
- Yo-Yo Boing! (1998, роман, на английском и испанском языках) ISBN 978-1611090895
- United States of Banana (2011) ISBN 9781611090673
- Estados Unidos de Banana (2015) 9781503934047

## Признание
Произведения Браски переведены на английский, французский, итальянский и сербский языки.